# 绥远城将军
绥远城將軍，清代駐紮綏遠城的駐防將軍，统帅當地駐防八旗兵、归化城土默特，节制乌兰察布盟、伊克昭盟蒙旗和宣化、大同的绿旗兵事务。
清雍正十三年（1735年），为加强西北边防，奏准在归化城（呼和浩特旧城）东北2.5公里，另筑驻屯满洲八旗官兵的新城。乾隆二年（1737年）二月动工，乾隆四年（1739年）六月建成，命名为绥远城。设立绥远将军，管理駐防八旗、归化城土默特内属蒙古，并监督內札薩克西部蒙古王公，调遣宣化、大同二镇绿营官兵。官階為正一品。旺昌是首任绥远城將軍，至宣统三年（1912年），堃岫被北洋军人张绍曾所取代，清朝共有79任綏遠将军。

## 駐地
从乾隆二年（1737年）二月，驻守在山西右卫的建威将军旺昌奉旨改驻绥远城起，到清末宣统三年（1912年）最后一任将军堃岫被北洋军人张绍曾所取代止，将军衙署历时175年，清廷正式授封的绥远城将军有79任，均在此管理驻扎。

## 轄區
西聯陝甘總督節制的西套蒙古，北到喀尔喀蒙古，南抵山西、陕西两省，东与察哈尔都统辖境相接，统辖漠南蒙古西部。

## 歷任绥远城將軍
下表列出清朝历任绥远城将军：
| 序号 | 姓名                       | 籍贯       | 上任时间                                 | 任前职务                 | 卸任时间                                 | 卸任原因                               |
| ---- | -------------------------- | ---------- | ---------------------------------------- | ------------------------ | ---------------------------------------- | -------------------------------------- |
| 1    | 旺昌                       | 滿洲鑲紅旗 | 乾隆二年三月廿二 （1737年4月21日）       | 山西右衛將軍             | 乾隆五年二月初十 （1740年3月7日）        | 因病免職                               |
| 2    | 二等伯伊勒慎               | 滿洲鑲黃旗 | 乾隆五年二月初十 （1740年3月7日）        | 正藍旗滿洲都統           | 乾隆五年七月初九 （1740年8月30日）       | 改正藍旗漢軍都統                       |
| 3    | 騎都尉加一雲騎尉補熙       | 滿洲鑲黃旗 | 乾隆五年七月初九 （1740年8月30日）       | 正藍旗滿洲都統           | 乾隆十四年九月十七 （1749年10月27日）    | 因病免職                               |
| 4    | 八十五                     | 滿洲       | 乾隆十四年九月十七 （1749年10月27日）    | 歸化城副都統             | 乾隆十四年十月廿二 （1749年12月1日）     | 正紅旗滿洲副都統                       |
| 5    | 富昌                       | 滿洲       | 乾隆十四年十月廿二 （1749年12月1日）     | 天津水師營滿營都統       | 乾隆廿二年四月初九 （1757年5月26日）     | 上虞備用處效力行走                     |
| 6    | 宗室松阿里                 | 滿洲       | 乾隆廿二年四月初九 （1757年5月26日）     | 齊齊哈爾副都統           | 乾隆廿二年四月十五 （1757年6月1日）      | 改涼州將軍                             |
| 7    | 保德                       | 滿洲       | 乾隆廿二年四月十五 （1757年6月1日）      | 涼州將軍                 | 乾隆廿四年六月初五 （1759年6月29日）     | 因罪革職                               |
| 8    | 輔國公恒魯                 | 滿洲鑲藍旗 | 乾隆廿四年六月初五 （1759年6月29日）     | 鑲藍旗護軍統領           | 乾隆廿五年十月初七 （1760年11月14日）    | 改吉林將軍                             |
| 9    | 輔國公如松                 | 滿洲正藍旗 | 乾隆廿五年十月初七 （1760年11月14日）    | 兵部左侍郎               | 乾隆廿六年十一月初七 （1761年12月2日）   | 改西安將軍                             |
| 10   | 三等男舒明                 | 蒙古正黃旗 | 乾隆廿六年十一月初七 （1761年12月2日）   | 歸化城都統兼理藩院左侍郎 | 乾隆廿七年正月 （1762年）                | 去世                                   |
| 11   | 三等輔國將軍蘊著           | 滿洲鑲白旗 | 乾隆廿七年正月廿三 （1762年2月16日）     | 涼州將軍                 | 乾隆三十年十二月初七 （1766年1月17日）   | 改工部尚書                             |
| 12   | 輔國公嵩椿                 | 滿洲鑲藍旗 | 乾隆三十年十二月初七 （1766年1月17日）   | 革職西安將軍             | 乾隆卅一年十一月廿三 （1766年12月24日）  | 解職，起復署伊犁將軍                   |
| 13   | 一等公巴祿                 | 蒙古鑲黃旗 | 乾隆卅一年十二月二十 （1767年1月20日）   | 署正白旗漢軍都統         | 乾隆三十三年三月十七 （1768年5月3日）    | 改察哈爾都統                           |
| 14   | 一等伯兼一雲騎尉傅良       | 滿洲鑲黃旗 | 乾隆三十三年三月十七 （1768年5月3日）    | 鑲藍旗漢軍都統           | 乾隆三十四年正月十一 （1769年2月17日）   | 改吉林將軍                             |
| 15   | 常在                       | 滿洲       | 乾隆三十四年正月十一 （1769年2月17日）   | 福州將軍                 | 乾隆三十四年七月廿五 （1769年8月26日）   | 改副都統銜駐藏大臣                     |
| 16   | 諾倫                       | 滿洲鑲黃旗 | 乾隆三十四年二月三十 （1769年4月6日）    | 青州副都統               | 乾隆三十七年五月初九 （1772年6月9日）    | 解職                                   |
| 17   | 容保                       | 滿洲鑲黃旗 | 乾隆三十七年五月初九 （1772年6月9日）    | 江寧將軍                 | 乾隆四十一年十月初四 （1776年11月14日）  | 解任回京，授鑲白旗漢軍都統             |
| 18   | 三等伯伍彌泰               | 蒙古正黃旗 | 乾隆四十一年十月初四 （1776年11月14日）  | 理藩院尚書               | 乾隆四十一年十二月初九 （1777年1月17日） | 改西安將軍                             |
| 19   | 宗室雅朗阿                 | 滿洲鑲紅旗 | 乾隆四十一年十二月十一 （1777年1月19日） | 黑龍江副都統             | 乾隆四十四年四月 （1779年）              | 襲爵克勤郡王後卸任，改宗人府右宗正     |
| 20   | 奉恩將軍弘晌               | 滿洲鑲藍旗 | 乾隆四十四年四月 （1779年）              | 前盛京將軍               | 乾隆四十六年三月廿一 （1781年4月14日）   | 去世                                   |
| 21   | 輔國公嵩椿                 | 滿洲鑲藍旗 | 乾隆四十六年三月廿一 （1781年4月14日）   | 江寧將軍                 | 乾隆四十九年六月廿一 （1784年8月6日）    | 改寧夏將軍                             |
| 22   | 烏爾圖納遜                 | 蒙古正白旗 | 乾隆四十九年六月 （1784年）              | 察哈爾都統               | 乾隆四十九年九月十三 （1784年10月26日）  | 改察哈爾都統                           |
| 23   | 積福                       | 蒙古鑲黃旗 | 乾隆四十九年九月十三 （1784年10月26日）  | 察哈爾都統               | 乾隆五十一年八月二十 （1786年10月11日）  | 改寧夏將軍                             |
| 24   | 輔國公嵩椿                 | 滿洲鑲藍旗 | 乾隆五十一年八月二十 （1786年10月11日）  | 寧夏將軍                 | 乾隆五十三年十月十五 （1788年11月12日）  | 改西安將軍                             |
| 25   | 輔國公興肇                 | 滿洲鑲藍旗 | 乾隆五十三年十月十五 （1788年11月12日）  | 西安將軍                 | 乾隆五十七年十月廿八 （1792年12月11日）  | 解職。起復為散秩大臣。                 |
| 26   | 一等侯圖桑阿               | 滿洲正白旗 | 乾隆五十七年十月廿八 （1792年12月11日）  | 寧夏將軍                 | 乾隆五十九年十二月廿六 （1795年1月16日） | 改西安將軍                             |
| 27   | 不入八分輔國公永琨         | 滿洲正藍旗 | 乾隆五十九年十二月廿六 （1795年1月16日） | 寧夏將軍                 | 乾隆六十年八月初四 （1795年9月16日）     | 改烏里雅蘇臺將軍                       |
| 28   | 宗室恆瑞                   | 滿洲正白旗 | 乾隆六十年八月初四 （1795年9月16日）     | 烏里雅蘇臺將軍           | 乾隆六十年九月十七 （1795年10月29日）    | 改西安將軍                             |
| 29   | 雲騎尉烏爾圖納遜           | 蒙古正白旗 | 乾隆六十年九月十七 （1795年10月29日）    | 察哈爾都統               | 嘉慶元年三月廿六 （1796年5月3日）        | 改理藩院尚書                           |
| 30   | 一等公富銳                 | 滿洲正紅旗 | 嘉慶元年三月二十九 （1796年5月6日）      | 正藍旗蒙古都統           | 嘉慶三年正月廿五 （1798年3月12日）       | 授正黃旗領侍衛內大臣兼鑲藍旗蒙古都統   |
| 31   | 雲騎尉烏爾圖納遜           | 蒙古正白旗 | 嘉慶三年正月廿五 （1798年3月12日）       | 正藍旗護軍統領           | 嘉慶三年二月十七 （1798年4月2日）        | 革職為兵丁。起復為三等侍衛烏什辦事大臣 |
| 32   | 二等伯永慶                 | 滿洲正白旗 | 嘉慶三年五月 （1798年6月）               | 正藍旗蒙古都統           | 嘉慶六年五月三十 （1801年7月10日）       | 授鑲白旗蒙古都統                       |
| 33   | 輔國公崇尚                 | 滿洲正紅旗 | 嘉慶六年六月十一 （1801年7月10日）       | 前廣州將軍               | 嘉慶八年八月二十 （1803年10月5日）       | 改江寧將軍                             |
| 34   | 德爾格楞貴                 | 正白旗蒙古 | 嘉慶八年八月二十 （1803年10月5日）       | 鑲黃旗蒙古都統           | 嘉慶八年十二月 （1804年1月）             | 免職                                   |
| 35   | 三等奉國將軍奇臣           | 滿洲正藍旗 | 嘉慶八年十二月廿二 （1804年2月3日）      | 正白旗滿洲副都統         | 嘉慶九年四月三十 （1804年6月7日）        | 改烏魯木齊都統                         |
| 36   | 春寧                       | 滿洲正黃旗 | 嘉慶九年四月三十 （1804年6月7日）        | 鑲藍旗蒙古都統           | 嘉慶十二年八月 （1807年）                | 卒於任上                               |
| 37   | 宗室來儀                   | 滿洲正藍旗 | 嘉慶十二年九月初四 （1807年10月4日）     | 鑲黃旗蒙古副都統         | 嘉慶十六年閏三月初三 （1811年4月25日）   | 署正白旗漢軍都統                       |
| 38   | 鎮國公果爾豐阿             | 滿洲鑲紅旗 | 嘉慶十六年閏三月初三 （1811年4月25日）   | 四川提督                 | 嘉慶廿三年十一月十四 （1818年12月11日）  | 革職。起復烏里雅蘇臺將軍               |
| 39   | 八十六                     | 滿洲鑲白旗 | 嘉慶廿三年十一月十四 （1818年12月11日）  | 青州副都統               | 嘉慶廿三年十二月廿五 （1819年1月20日）   | 改廣州將軍                             |
| 40   | 祿成                       | 蒙古正紅旗 | 嘉慶廿三年十二月廿五 （1819年1月20日）   | 吉林副都統               | 道光二年十二月二十 （1823年1月31日）     | 改黑龍江將軍                           |
| 41   | 德英阿                     | 滿洲鑲藍旗 | 道光二年十二月二十 （1823年1月31日）     | 黑龍江將軍               | 道光四年閏七月十七 （1824年9月9日）      | 改成都將軍                             |
| 42   | 鎮國公奕顥                 | 滿洲鑲藍旗 | 道光四年閏七月十七 （1824年9月9日）      | 鑲藍旗蒙古都統           | 道光七年五月十五 （1827年6月9日）        | 去職                                   |
| 43   | 輔國公晉昌                 | 滿洲正藍旗 | 道光七年閏五月初四 （1827年6月27日）     | 盛京將軍                 | 道光八年正月廿四 （1828年3月9日）        | 去職                                   |
| 44   | 宗室果齊斯歡               | 滿洲鑲藍旗 | 道光八年正月廿四 （1828年3月9日）        | 福州將軍                 | 道光八年四月十五 （1828年5月28日）       | 改黑龍江將軍                           |
| 45   | 雲騎尉特依順保             | 滿洲正白旗 | 道光八年四月十五 （1828年5月28日）       | 署甘肅提督               | 道光八年九月廿八 （1828年11月5日）       | 改黑龍江將軍                           |
| 46   | 雲騎尉那彥寶               | 滿洲正白旗 | 道光八年九月廿八 （1828年11月5日）       | 塔爾巴哈台參贊大臣       | 道光十年三月十四 （1830年4月6日）        | 改成都將軍                             |
| 47   | 昇寅                       | 滿洲鑲黃旗 | 道光十年三月十四 （1830年4月6日）        | 成都將軍                 | 道光十一年十二月初七 （1832年1月9日）    | 改左都御史                             |
| 48   | 雲騎尉彥德                 | 滿洲正黃旗 | 道光十一年十二月初七 （1832年1月9日）    | 鑲紅旗漢軍都統           | 道光十七年十二月廿七 （1838年1月22日）   | 去職                                   |
| 49   | 棍楚克策楞                 | 滿洲鑲黃旗 | 道光十七年十二月廿七 （1838年1月22日）   | 塔爾巴哈臺參贊大臣       | 道光十九年九月十五 （1839年10月21日）    | 改黑龍江將軍                           |
| 50   | 德克金布                   | 滿洲       | 道光十九年九月十五 （1839年10月21日）    | 廣州將軍                 | 道光十九年十一月十六 （1839年12月21日）  | 回任廣州將軍                           |
| 51   | 嵩溥                       | 滿洲正藍旗 | 道光十九年十一月十六 （1839年12月21日）  | 前福州將軍               | 道光二十年六月初九 （1840年7月7日）      | 休致                                   |
| 52   | 色克精額                   | 滿洲鑲藍旗 | 道光二十年六月初九 （1840年7月7日）      | 禮部左侍郎               | 道光廿一年四月二十 （1841年6月9日）      | 禮部尚書                               |
| 53   | 宗室奕興                   | 滿洲鑲藍旗 | 道光廿一年五月二十九 （1841年7月17日）   | 盛京副都統               | 道光廿三年二月廿八 （1843年3月28日）     | 改烏里雅蘇臺將軍                       |
| 54   | 宗室祿普                   | 滿洲鑲藍旗 | 道光廿三年二月廿八 （1843年3月28日）     | 烏里雅蘇臺將軍           | 道光廿三年三月廿二 （1843年4月21日）     | 改鑲紅旗蒙古都統                       |
| 55   | 宗室奕興                   | 滿洲鑲藍旗 | 道光廿三年三月廿二 （1843年4月21日）     | 烏里雅蘇臺將軍           | 道光廿七年四月廿二 （1847年6月4日）      | 改江寧將軍                             |
| 56   | 奉恩將軍英隆               | 滿洲鑲藍旗 | 道光廿七年四月廿二 （1847年6月4日）      | 江寧將軍                 | 道光廿七年十一月初八 （1847年12月15日）  | 改黑龍江將軍                           |
| 57   | 成玉                       | 蒙古正紅旗 | 道光廿七年十一月初八 （1847年12月15日）  | 烏魯木齊提督             | 道光廿八年九月十一 （1848年10月7日）     | 去職                                   |
| 58   | 托明阿                     | 滿洲正紅旗 | 道光廿八年十一月廿四 （1848年12月19日）  | 陝西提督                 | 咸豐三年二月十八 （1853年3月27日）       | 改江寧將軍                             |
| 59   | 覺羅樂斌                   | 滿洲正黃旗 | 咸豐三年二月十八 （1853年3月27日）       | 烏魯木齊都統             | 咸豐三年八月初七 （1853年9月9日）        | 改成都將軍                             |
| 60   | 雲騎尉善祿                 | 蒙古正白旗 | 咸豐三年八月初七 （1853年9月9日）        | 貴州提督                 | 咸豐四年十一月廿三 （1855年1月11日）     | 去職                                   |
| 61   | 華山泰                     | 滿洲正黃旗 | 咸豐四年十一月廿三 （1855年1月11日）     | 署理察哈爾都統           | 咸豐五年二月廿二 （1855年4月8日）        | 因病免職                               |
| 62   | 慶如                       | 滿洲鑲黃旗 | 咸豐五年二月廿二 （1855年4月8日）        | 金州副都統               | 咸豐五年十二月十六 （1856年1月23日）     | 改烏里雅蘇臺將軍                       |
| 63   | 宗室成凱                   | 滿洲鑲紅旗 | 咸豐五年十二月十六 （1856年1月23日）     | 寧夏將軍                 | 咸豐十一年八月廿三 （1861年9月27日）     | 赴京合防                               |
| 64   | 札薩克固山貝子德勒克多爾濟 | 蒙古鑲黃旗 | 咸豐十一年八月廿三 （1861年9月27日）     | 庫倫辦事大臣             | 同治五年六月廿二 （1866年8月2日）        | 改烏里雅蘇台將軍                       |
| 65   | 福興                       | 滿洲正白旗 | 同治五年六月廿二 （1866年8月2日）        | 察哈爾都統               | 同治六年二月初二 （1867年3月7日）        | 因病免職                               |
| 66   | 裕瑞                       | 滿洲鑲黃旗 | 同治六年四月十八 （1867年5月21日）       | 正白旗蒙古都統           | 同治七年正月十八 （1868年2月11日）       | 去世                                   |
| 67   | 定安                       | 滿洲鑲藍旗 | 同治七年正月十八 （1868年2月11日）       | 密雲副都統               | 同治十三年七月廿五 （1874年9月5日）      | 因病免職                               |
| 68   | 二等輕車都尉善慶           | 漢軍鑲紅旗 | 同治十三年七月廿五 （1874年9月5日）      | 杭州將軍                 | 光緒二年十月廿七 （1876年12月12日）      | 鑲白旗蒙古都統                         |
| 69   | 慶春                       | 滿洲正黃旗 | 光緒二年十月廿七 （1876年12月12日）      | 察哈爾都統               | 光緒三年四月初七 （1877年5月19日）       | 改福州將軍                             |
| 70   | 宗室瑞聯                   | 滿洲正藍旗 | 光緒三年四月初七 （1877年5月19日）       | 察哈爾都統               | 光緒五年十一月十八 （1879年12月30日）    | 改杭州將軍                             |
| 71   | 豐紳                       | 滿洲鑲白旗 | 光緒五年十一月十八 （1879年12月30日）    | 黑龍江將軍               | 光緒十年閏五月廿四 （1884年7月16日）     | 改江寧將軍                             |
| 72   | 克蒙額                     | 漢軍正白旗 | 光緒十年閏五月廿四 （1884年7月16日）     | 鑲黃旗蒙古都統           | 光緒二十年十二月十九 （1895年1月14日）   | 去職                                   |
| 73   | 永德                       | 滿洲正白旗 | 光緒二十年十二月十九 （1895年1月14日）   | 前烏里雅蘇臺將軍         | 光緒廿七年正月 （1901年）                | 因義和團事自殺                         |
| 74   | 奉恩將軍崇善               | 滿洲鑲紅旗 | 光緒廿七年正月初七 （1901年2月25日）     | 盛京將軍                 | 光緒廿七年二月初十 （1901年3月29日）     | 改江寧將軍                             |
| 75   | 一等承恩侯信恪             | 滿洲鑲黃旗 | 光緒廿七年二月初十 （1901年3月29日）     | 江寧將軍                 | 光緒廿八年三月廿六 （1902年5月3日）      | 回任江寧將軍                           |
| 76   | 宗室鍾泰                   | 滿洲正藍旗 | 光緒廿八年三月廿六 （1902年5月3日）      | 前寧夏將軍               | 光緒廿八年十一月十三 （1902年12月12日）  | 去世                                   |
| 77   | 恒壽                       | 滿洲正黃旗 | 光緒廿八年十一月十三 （1902年12月12日）  | 涼州副都統               | 光緒二十九年八月十一 （1903年10月1日）   | 去世                                   |
| 78   | 貽穀                       | 滿洲鑲黃旗 | 光緒二十九年八月十一 （1903年10月1日）   | 理藩部尚書銜兵部左侍郎   | 光緒三十四年四月初二 （1908年5月1日）    | 革職                                   |
| 79   | 信勤                       | 滿洲鑲黃旗 | 光緒三十四年四月初二 （1908年5月1日）    | 浙江布政使               | 宣統二年九月初六 （1910年10月8日）       | 因病免職                               |
| 80   | 堃岫                       | 滿洲正白旗 | 宣統二年九月初六 （1910年10月8日）       | 烏里雅蘇臺將軍           | 民國元年九月十九 （1912年10月28日）      | 被張紹曾取代                           |
| 序号 | 姓名                       | 籍贯       | 上任时间                                 | 任前职务                 | 卸任时间                                 | 卸任原因                               |

1. ↑  兼管右衛歸化城土默特官兵。乾隆八年兼管山西提督。
2. ↑  以歸化城副都統兼管綏遠城將軍事。
3. ↑  乾隆廿一年八月十四率八旗兵西征，由涼州將軍保德署理綏遠城將軍事。
4. ↑  兼領歸化城都統。
5. ↑  未上任期間，由副都統常青署理將軍事。
6. ↑  兼管右衛歸化城土默特官兵。
7. ↑  仍兼宗人府左宗人。
8. ↑  陝西作戰，未到任。
9. ↑  嘉慶三年正月廿五起署理綏遠城將軍事，同年五月实授。
10. ↑  去世後由副都統慶怡兼署綏遠城將軍事。
11. ↑  去職后，由歸化城副都統富爾嵩阿署理綏遠城將軍事。
12. ↑  去職后，由歸化城副都統盛壎署理綏遠城將軍事。
13. ↑  四年八月二十九起，由副都統德勝署理綏遠城將軍事。
14. ↑  免職后，由歸化城副都統桂成署理將軍事。
15. ↑  未到任期間由歸化城副都統奎誠署理將軍事。
16. 1 2  兼督辦蒙旗墾務大臣。
17. ↑  未到任期間，由吏部右侍郎瑞良署理將軍事；宣統三年正月廿七，由總督倉場度支部（原戶部）右侍郎桂春署理綏遠城將軍事；同年三月初三，堃岫接印任事。兼督辦蒙旗墾務大臣。